# Stenodrepanum bergii
Genre
Espèce
Stenodrepanum bergii est une espèce de plantes à fleurs dicotylédones de la famille des Fabaceae, sous-famille des Caesalpinioideae, originaire d'Amérique du Sud. C'est l'unique espèce acceptée du genre Stenodrepanum (genre monotypique).